# Торчинский, Алексей
Алексей Торчинский (род. 1970, Ленинград) — советский, азербайджанский и российский фигурист, выступавший в парном катании. Трёхкратный чемпион мира среди юниоров 1990, 1991 и 1992 годов.

## Биография
Алексей Торчинский родился в 1970 году в городе Ленинград (сейчас Санкт-Петербург).
Выступал в парном катании вместе с Натальей Крестьяниновой. Тренировался под началом Николая Великова.
В составе сборной СССР и России трижды выигрывал юниорский чемпионат мира — в 1990 году в Колорадо-Спрингс, в 1991 году в Будапеште и в 1992 году в Халле. В тот же период завоевал две медали на международном турнире в Сен-Жерве-ле-Бен (золотую в 1991 году, серебряную в 1992 году) и два серебра «Небельхорн Трофи» (1991—1992). В 1991 году участвовал в чемпионате СССР.
В сезоне-1993/94 выступал за сборную Азербайджана. На чемпионате мира в Тибе занял 13-е место, на чемпионате Европы в Копенгагене — 6-е.
В дальнейшем снова выступал за Россию. В 1995 году завоевал бронзовую медаль чемпионата России, в 1996 году занял 5-е место. В 1995 году стал бронзовым призёром международного турнира «НХК Трофи» в Японии.